# Сороцьке
Соро́цьке — село в Україні, у Іванівській сільській громаді Тернопільського району Тернопільської області. Центр сільської ради до 2015.
Від вересня 2015 року ввійшло у склад Іванівської сільської громади.
Розташоване на півночі району, на берегах р. Сорочанка (Сороцька), за 17 км від Теребовлі та за 11 км від найближчої залізничної станції Скалат.

## Історія
Перша письмова згадка датована 1474 роком. Назва Сороцьке походить від гідроніма Сорочанка (Сороцька). За іншою версією, назву виводять від прізвища першого поселенця Сорока.
1474 поселення, що належало королю було розташоване між територіями, де нині розміщені села Сороцьке і Митниця; там пролягав Кучманський шлях.
Під час одного з турецько-татарських набігів поселення було знищене майже вщент. Уцілілі мешканці перебралися подалі від шляху і заснували сучасне Сороцьке.
1519 король Сиґізмунд дозволив викупити село у Яна Сороцького Вацлавові Баворовському.
Тривалий час населений пункт належав ґрафу Потоцькому, у середині XVIII ст. — Дульським, першій половині XIX ст. — Забільським, близько 1870 — Баворовським.
В 1772 році після першого поділу Речі Посполитої село Сороцьке опиняється під владою Габсбурзької монархії.
Під час Першої світової війни в Леґіоні УСС воювали сільські добровольці Северин Борачок (1898—1975) та інші. У церкві святої Покрови була дубова табличка, на якій висічені прізвища усусусів, які загинули в 1917. Жителі села не знають, куди вона щезла, лише пам'ятають окремі імена та прізвища — Каракуць, Микола Мартинюк, Погорілець, Свистун, Лука Свистун, Денис Слюз, Хедан, Іван Юзва та інші.
В УГА боролися Василь Гнида, Ілля Заблоцький, Петро Крупа, Теодор Погорілець; два останні були діяльними у товариствах «Просвіта», «Луг», «Рідна школа».
Після Першої світової війни в селі створили філію товариства «Просвіта» (голова Микола Воробець); її активними учасниками були: Іван Філь, Марія Філь, Михайло Цимбалюк, Іван Чуйка та інші; хату-читальню (голова Леон Ярошевський); драматичний та інші гуртки; «Луг» (керівник Микола Воробець).
15 червня 1934 р. село Сороцьке передане зі Скалатського повіту до Теребовлянського.
Відомо, що 1939 в Сороцьку діяв осередок ОУН, провідну роль у ній відігравав її керівник Іван Калиняк, який став першою жертвою НКВС.
Від вересня 1939 Сороцьке — під радянською окупацією. Почалися масові арешти і розстріли «неблагонадійних», зокрема 1941 були закатовані в Тернопільській тюрмі Іван Бачинський, Йосип Гавдьо, Леонід Каракуць, Іван та Леонід Лошньовські, Йосип Рій, Володимир Шупа, Михайло Юрків.
Від 7 липня 1941 до 22 березня 1944 село – під німецькою окупацією. Нацисти вивезли понад 50 юнаків та дівчат на примусові роботи до Німеччини. Із мобілізованих на фронти німецько-радянської війни чоловіків загинуло 38, пропали безвісти 52, подальша доля 11 чоловіків невідома.
Після другого приходу радянських окупантів за зв'язок із ОУН та УПА у Сибір вислані: Йосип Гарматій, Леонід Каракуць, Павло та Олександр Коренківські, Григорій Мудрий, Іван Сагайдак, Федір і Ярослава Свистуни, Марія Філь та інші. Арешти й переслідування тривали до 1950 р.
21 листопада 1944 року партизани УПА смертельно поранили в селі бійця винищувального батальйону, поляка Юзефа Кобилюка (помер в госпіталі в Скалаті). Через два дні повстанці знову навідалися в село на кладовище, де зірвали похоронну процесію Кобилюка, ліквідувавши ще кілька яструбків-поляків. Під час атаки загалом загинуло 28 поляків.
1991 в Сороцькому відновлено філію товариства «Просвіта».
12 червня 2020 року, відповідно до розпорядження Кабінету Міністрів України № 724-р «Про визначення адміністративних центрів та затвердження територій територіальних громад Тернопільської області» увійшло до складу Іванівської сільської громади.
19 липня 2020 року, в результаті адміністративно-територіальної реформи та ліквідації Теребовлянського району, село увійшло до складу Тернопільського району.

## Політика

### Парламентські вибори, 2019
На позачергових парламентських виборах 2019 року у селі функціонувала окрема виборча дільниця № 610868, розташована у приміщенні будинку культури.
Результати
- зареєстровано 585 виборців, явка 57,61%, найбільше голосів віддано за «Європейську Солідарність» — 24,17%, за «Слугу народу» — 18,73%, за Всеукраїнське об'єднання «Батьківщина» — 15,71%.[5] В одномандатному окрузі найбільше голосів отримав Микола Люшняк (самовисування) — 45,45%, за Ігоря Сопеля (Слуга народу) — 14,24%, за Володимира Бліхаря (Всеукраїнське об'єднання «Батьківщина») — 13,03%[6].

## Релігія
Старожили згадують, що в селі була династія священиків із родини Лужницьких, їх замінила династія Купчинських, коли о. Євген Купчинський (1867—1938) одружився з дочкою священика Лужницького. Отець Євген організував у селі хор (100 осіб), писав музику, грав на цитрі. Його син теж став священиком.
29 червня — 6 липня 2008 в селі проведено святу місію під проводом о. М. Шевчишина з благословення архієрея Тернопільсько-Зборівської єпархії Василія Семенюка, який 6 липня освятив місійний хрест.

### Церква Покрови Пресвятої Богородиці
Мурована греко-католицька церква Покрови Пресвятої Богородиці збудована 1863 року.

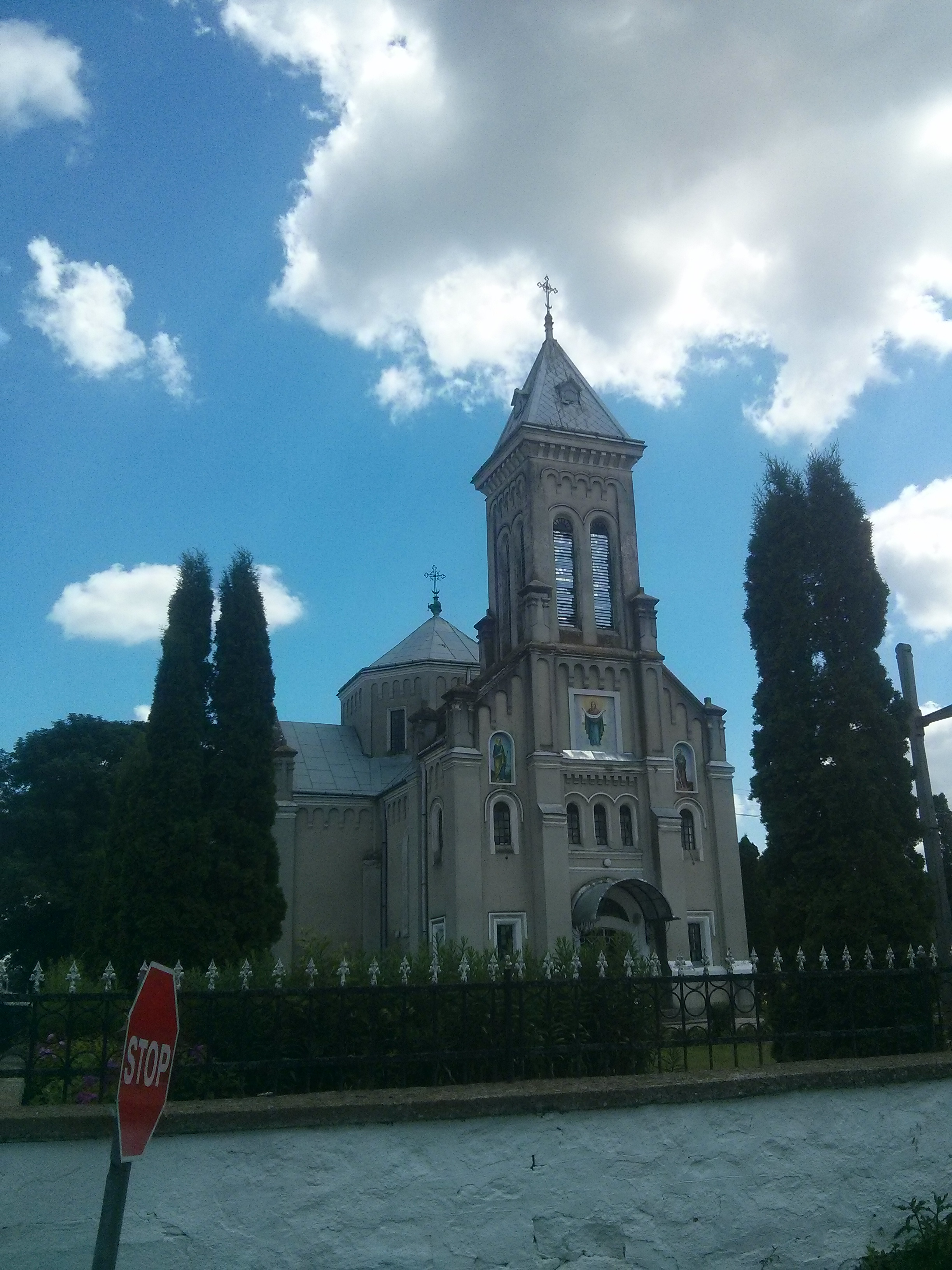
Церква Покрови УГКЦ

### Костел
Костел Матері Божої Неустанної Помочі збудований у неоготичному стилі в 1902—1907 роках коштом місцевих земле- і майновласників Баворовських: графа Міхала-Віктора Баворовскі (1860—1933) і його дружини Марії-Северини з родини графів Дунін-Борковських (1862—1919) за проектом архітектора Міхал Ковальчук. Нині без догляду і поступово руйнується.

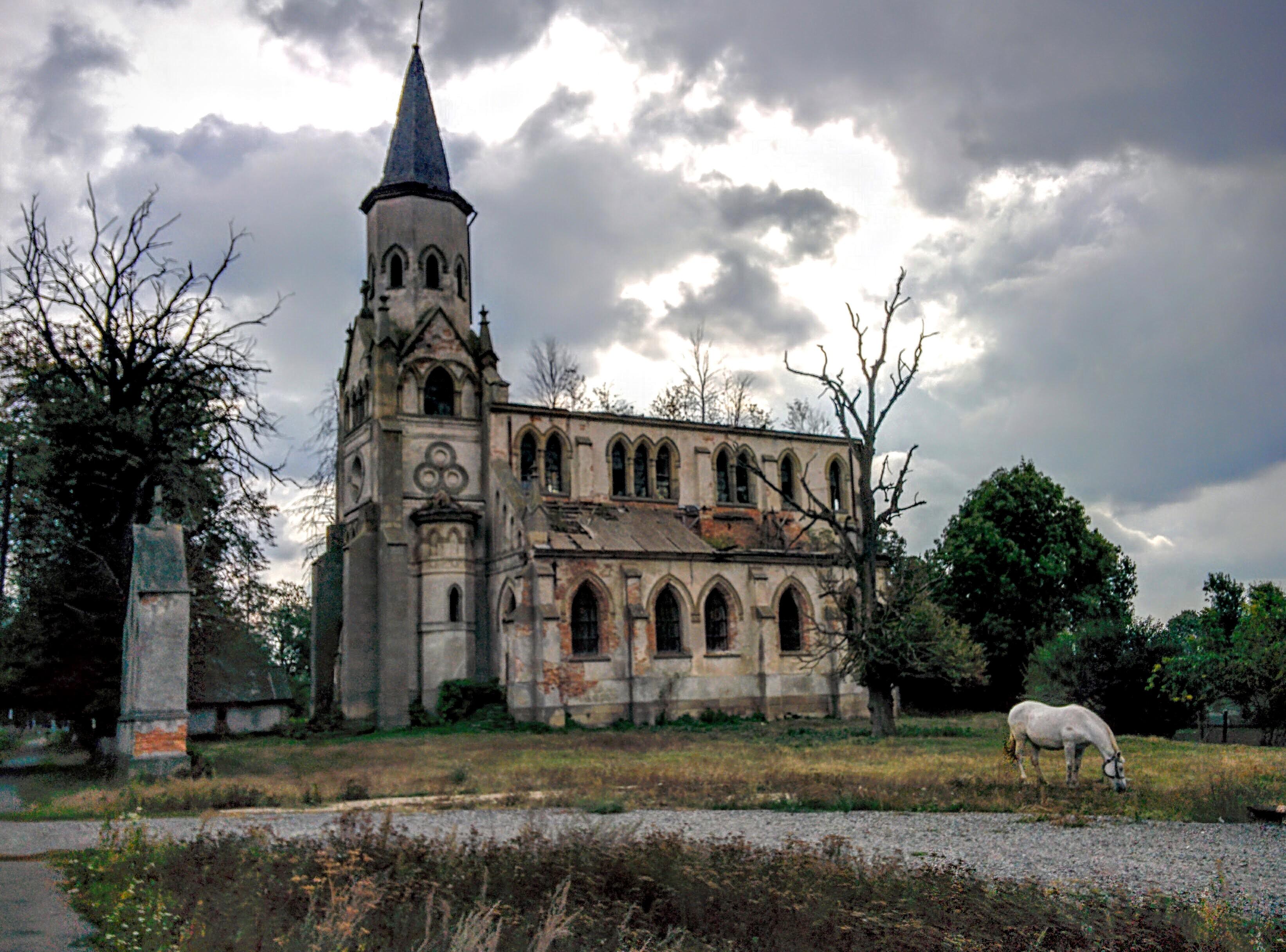
Костел

### Капличка, фігура
- капличка Божої Матері із джерелом (1991),
- «фігура» святій Теклі (XIX ст.; за народним віруванням вважають, що вона захищає село від стихійного лиха).

## Пам'ятки
- Будинок, у якому проживав о. Купчинський Євген[d] – композитор, музикант-цитрист, громадський діяч;

### Пам'ятники
- споруджено воїнам-односельцям[d], полеглим у німецько-радянській війні (1971),
- насипано символічну могилу Борцям за волю України (1991),
- встановлено пам'ятний хрест на честь скасування панщини (друга половина XIX ст., відновлений 1991).

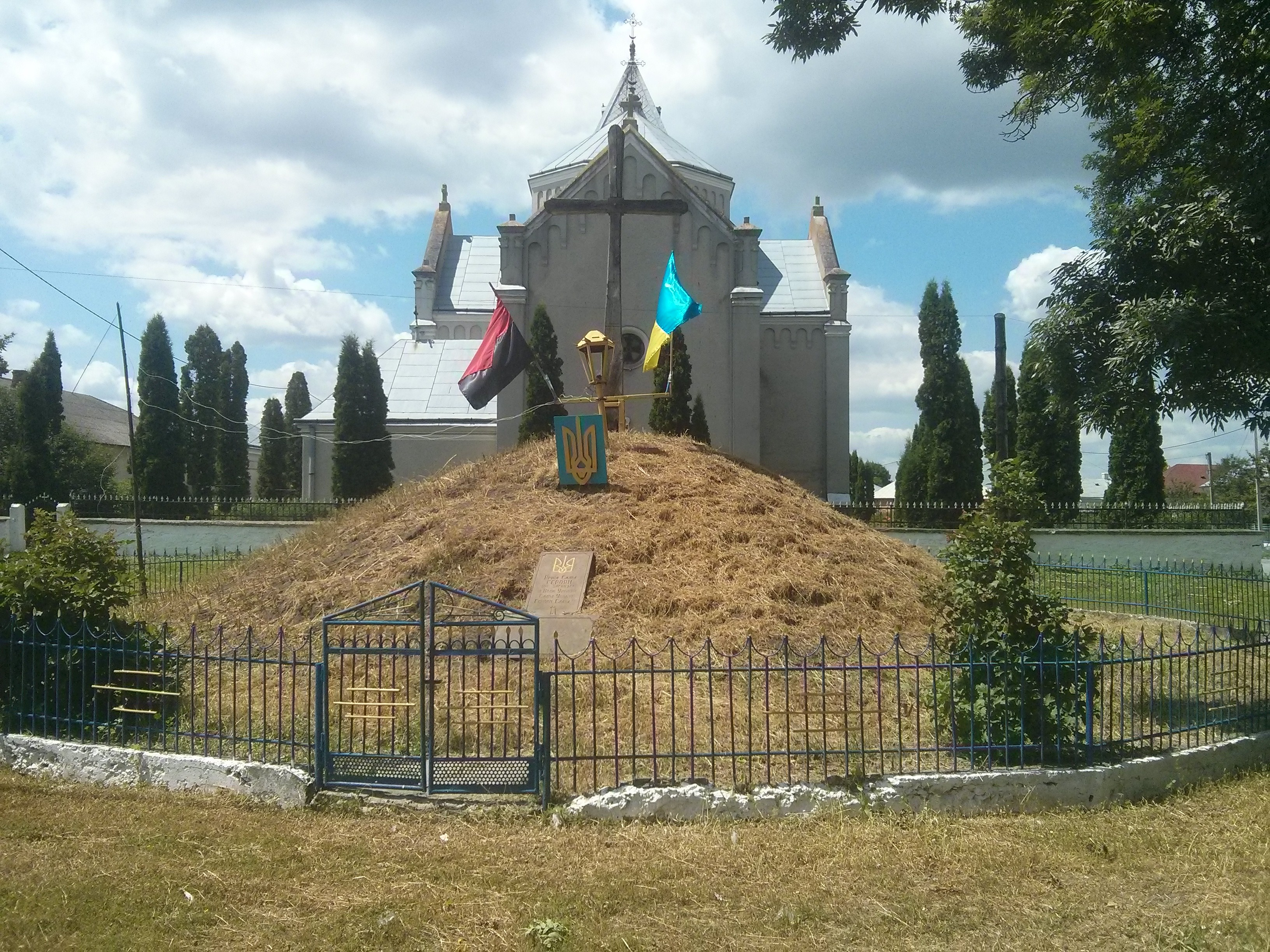
Символічна могила Борцям за волю України
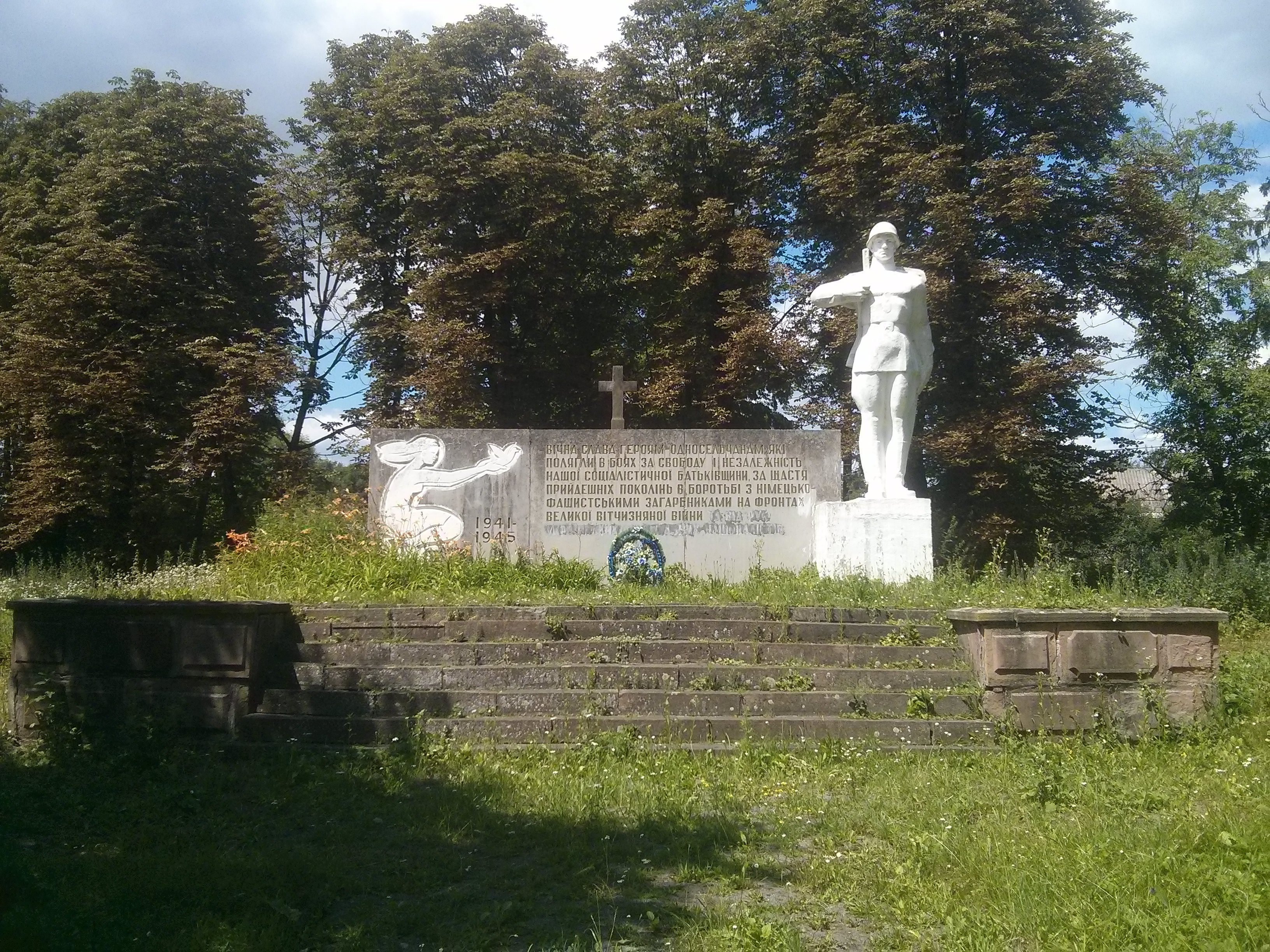
Пам'ятний знак воїнам-землякам

### Пам'ятка природи
- гідрологічна пам'ятка природи місцевого значення Сороцьке джерело. Його історія пов'язана з розповідями про об'явлення Матері Божої та чудодійними властивостями води. 1991 тут побудована капличка Божої Матері; добудована у 2011.Капличка над джерелом

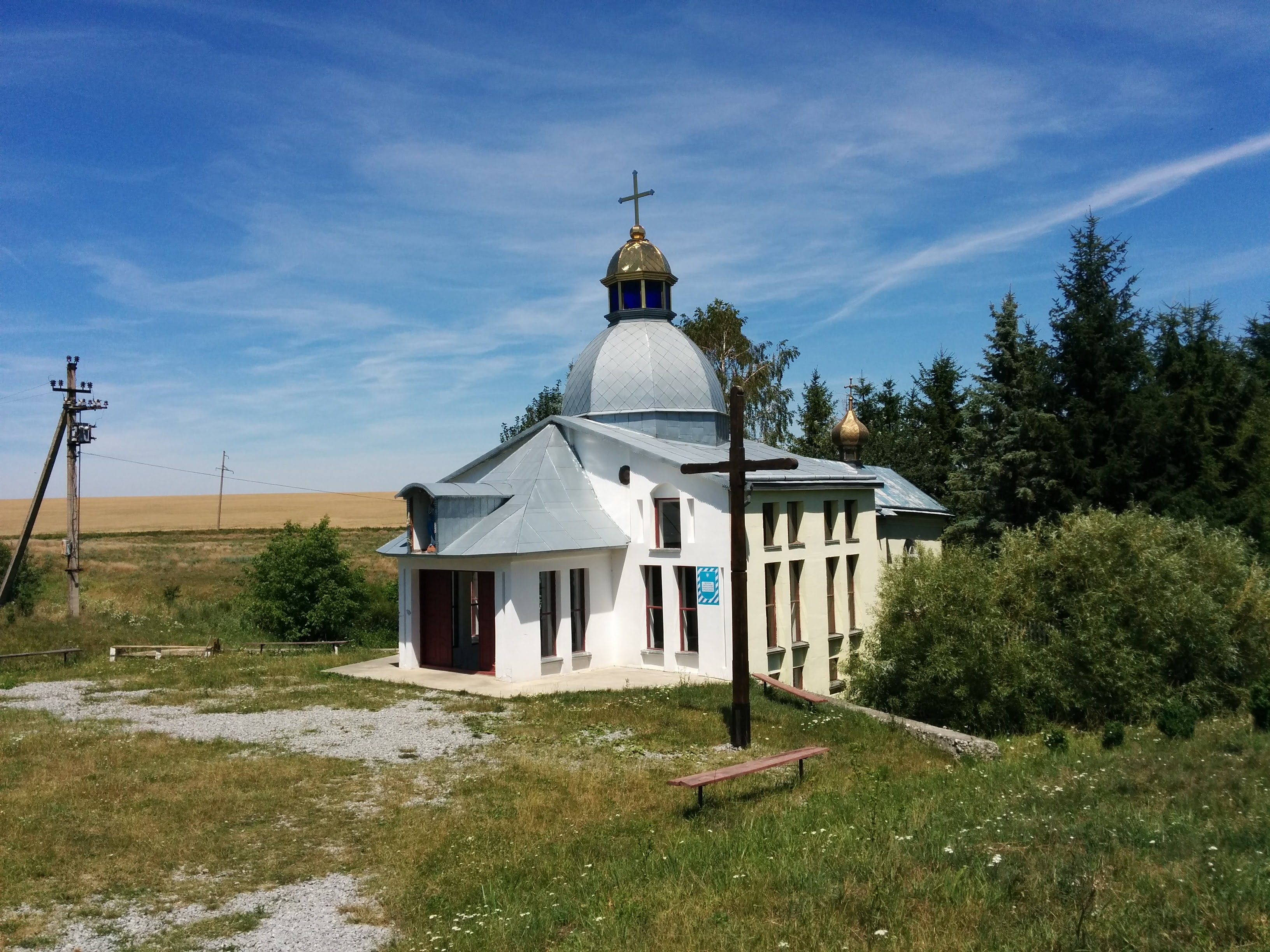
Капличка над джерелом

## Шкільництво
1838 в селі була заснована однокласна школа з українською мовою навчання, 1918 сформовано чотирикласну школу з обов'язковим вивченнями релігії, яку викладав священик Євген Купчинський. Велику просвітницьку роботу здійснювали Леонід Лужицький і Тома Юркевич.
Нині працюють дитячий садочок, Сороцька загальноосвітня школа I—II ступеня.

## Соціальна сфера
Працюють Будинок культури, бібліотека, фельдшерською-акушерський пункт, відділення зв'язку, Контінентал фармерз груп, три торгових заклади.
У 1953 було примусово організовано колгосп. Нині селянські земельні паї орендують ТОВ ТЕР «Агро», ФГ «Сорочанське-Агро», «Урожай», «Надія».

## Населення
У 2014 році в селі налічувалося 410 дворів.
| Чисельність населення, чол. | Чисельність населення, чол. | Чисельність населення, чол. | Чисельність населення, чол. | Чисельність населення, чол. | Чисельність населення, чол. | Чисельність населення, чол. | Чисельність населення, чол. | Чисельність населення, чол. | Чисельність населення, чол. | Чисельність населення, чол. | Чисельність населення, чол. | Чисельність населення, чол. | Чисельність населення, чол. | Чисельність населення, чол. | Чисельність населення, чол. |
| 1900                        | 1910                        | 1921                        | 1931                        | 1938                        | 1959                        | 1970                        | 1979                        | 1989                        | 2001                        | 2007                        | 2011                        | 2013                        | 2014                        | 2015                        | 2016                        |
| --------------------------- | --------------------------- | --------------------------- | --------------------------- | --------------------------- | --------------------------- | --------------------------- | --------------------------- | --------------------------- | --------------------------- | --------------------------- | --------------------------- | --------------------------- | --------------------------- | --------------------------- | --------------------------- |
|                             |                             |                             |                             |                             |                             |                             |                             |                             |                             | 885                         |                             |                             | 870                         |                             |                             |

### Відомі люди

#### Народилися
- Бачинський Олександр — церковний діяч, богослов, педагог, письменник, видавець, перекладач.
- Бачинський Павло — церковний і громадський діяч
- архітектор Роман Бекесевич (нар. 1923),
- Борачок Северин — живописець у США.
- видавець, діяч культури Василь Ванчура (нар. 1960),
- Ванчура Роман Миколайович (* 1934) — український військовик та громадський діяч, вояк Української повстанської армії.
- юрист, податківець Євген Воробець (нар. 1959),
- лікар Павло Коренківський (1900—1937),
- Купчинський Олег Антонович — фахівець у галузі джерелознавства.
- Лужницький Григорій — письменник, театрознавець, історик культури, журналіст.
- релігійний діяч, педагог, публіцист Леонід Лужницький (1869—1951),
- Сагайдак Олег Ігорович (1982—2023) — старший солдат Збройних сил України, учасник російсько-української війни. Почесний громадянин міста Тернополя (посмертно).
- Свистун Василь — правник, публіцист, громадський діяч у Канаді.
- учитель, селекціонер-аматор Іван Свистун (1894—1983),
- господарник, громадський діяч Ігор Свистун (нар. 1953),
- Свистун Теодор — український військовик, четар, командир 4-ї сотні 10-ї бригади УГА, співак, композитор.
- науковець, педагог Богдан Федишин (нар. 1944)

#### Проживали
- Купчинський Євген — священик, хоровий і музичний діяч (проживав від 1905, тут і похований).

## Галерея

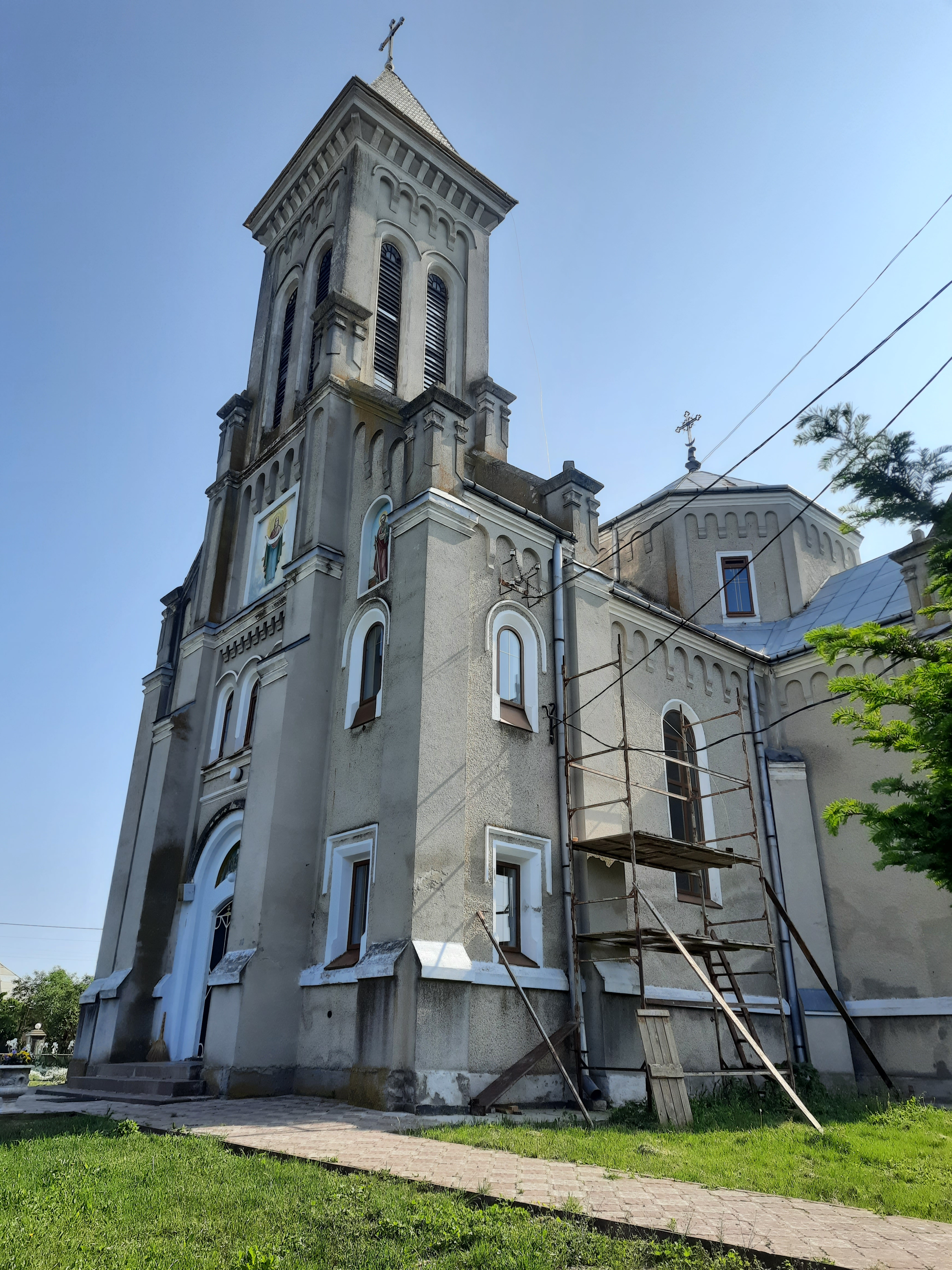
Церква Святої Покрови
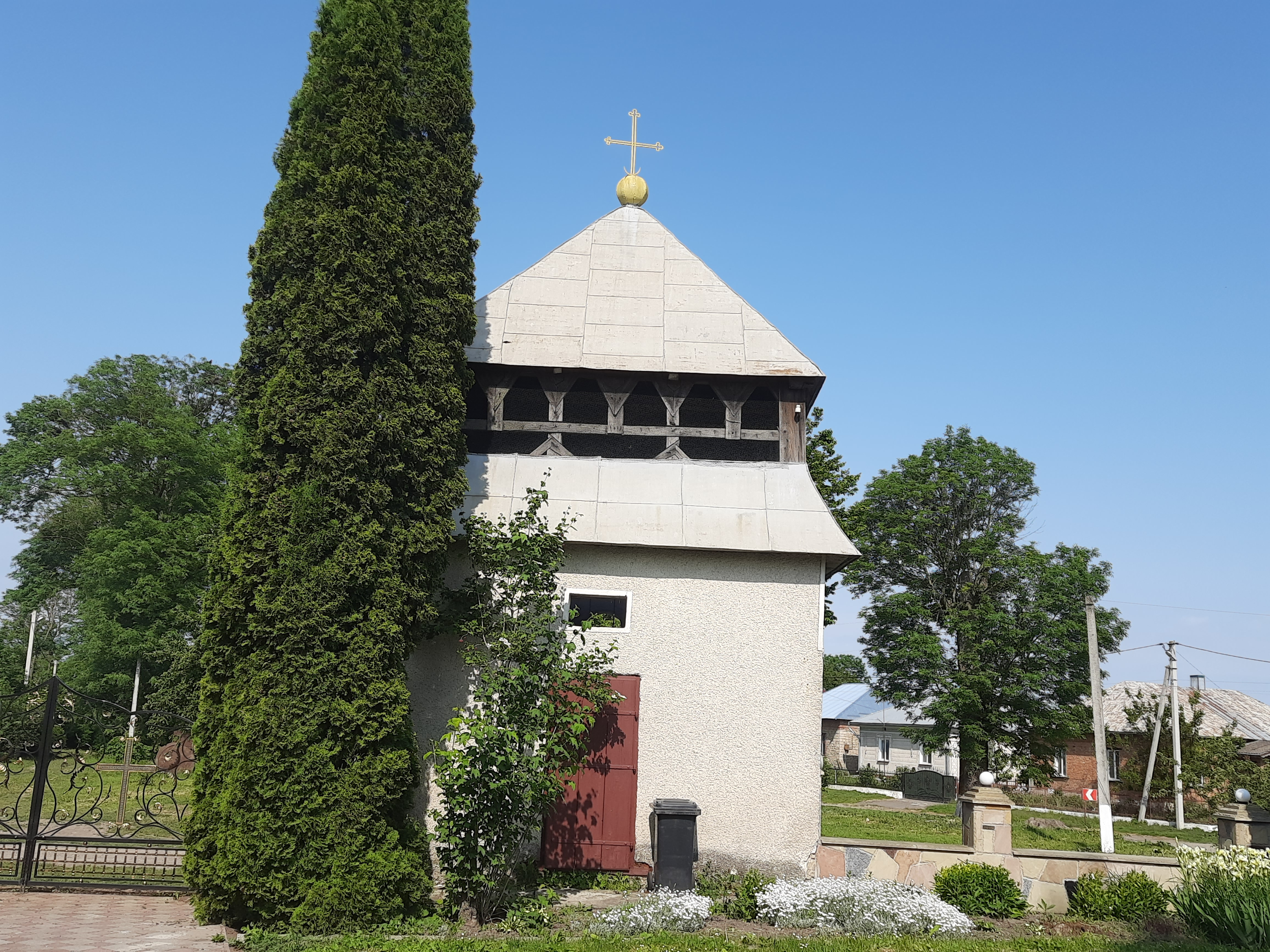
Дзвіниця церкви Святої  Покрови
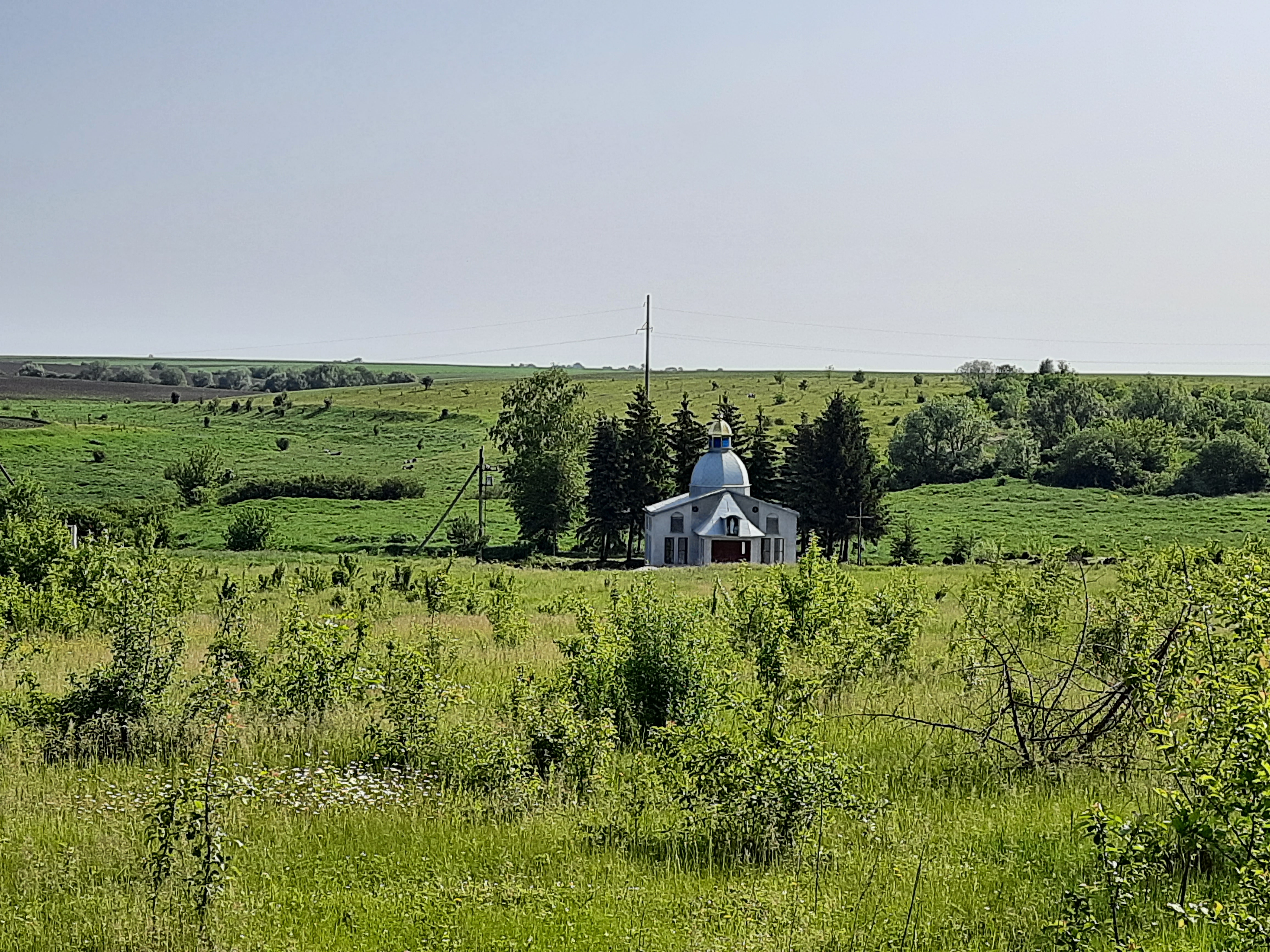
Капличка на околиці села
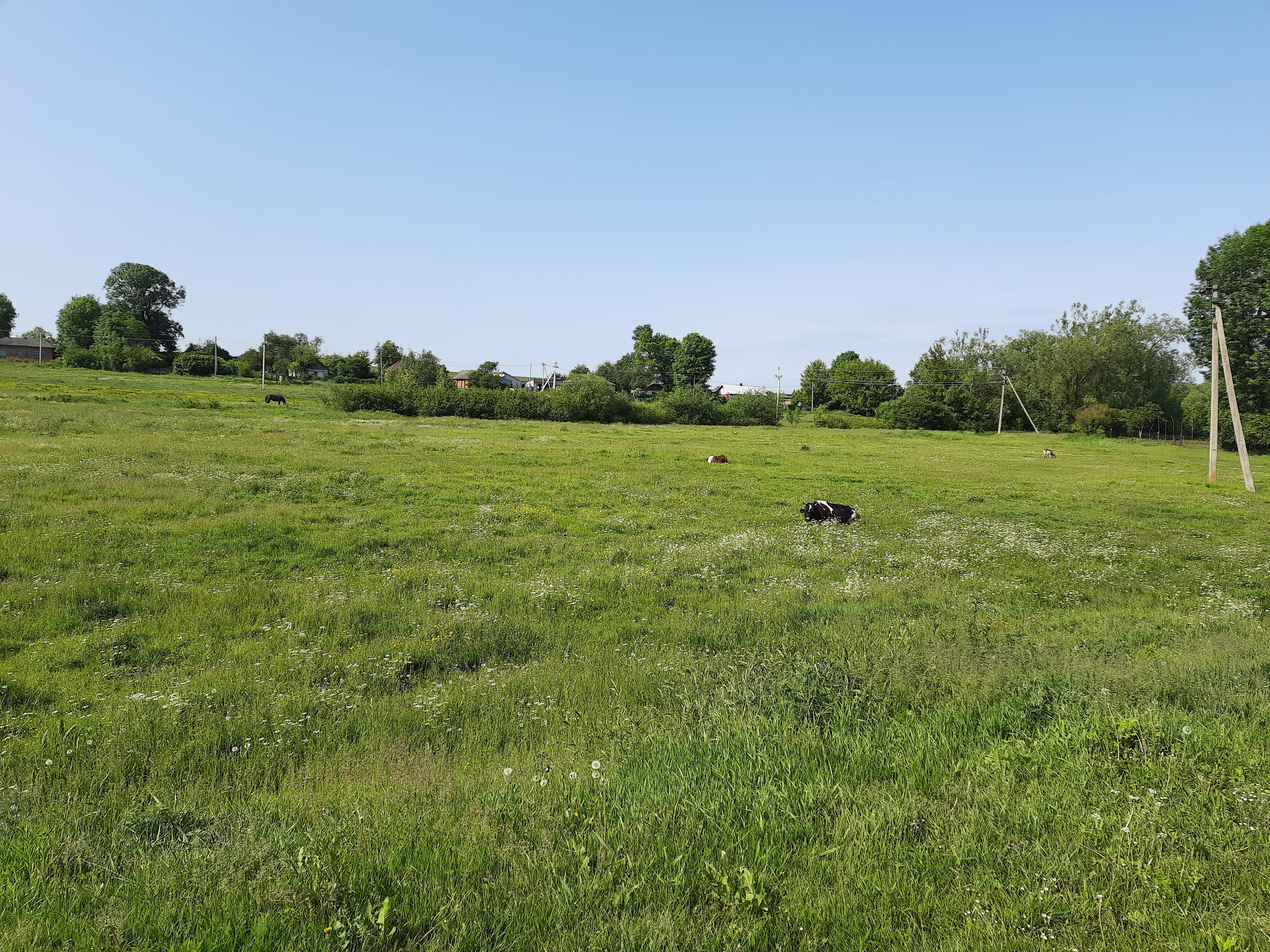
Сільський пейзаж